# Saint-Ay
Saint-Ay is een gemeente in het Franse departement Loiret (regio Centre-Val de Loire). De plaats maakt deel uit van het arrondissement Orléans. Saint-Ay telde op 1 januari 2022 3.691 inwoners.

## Geografie
De oppervlakte van Saint-Ay bedroeg op 1 januari 2022 10,07 vierkante kilometer; de bevolkingsdichtheid was toen 366,5 inwoners per km².

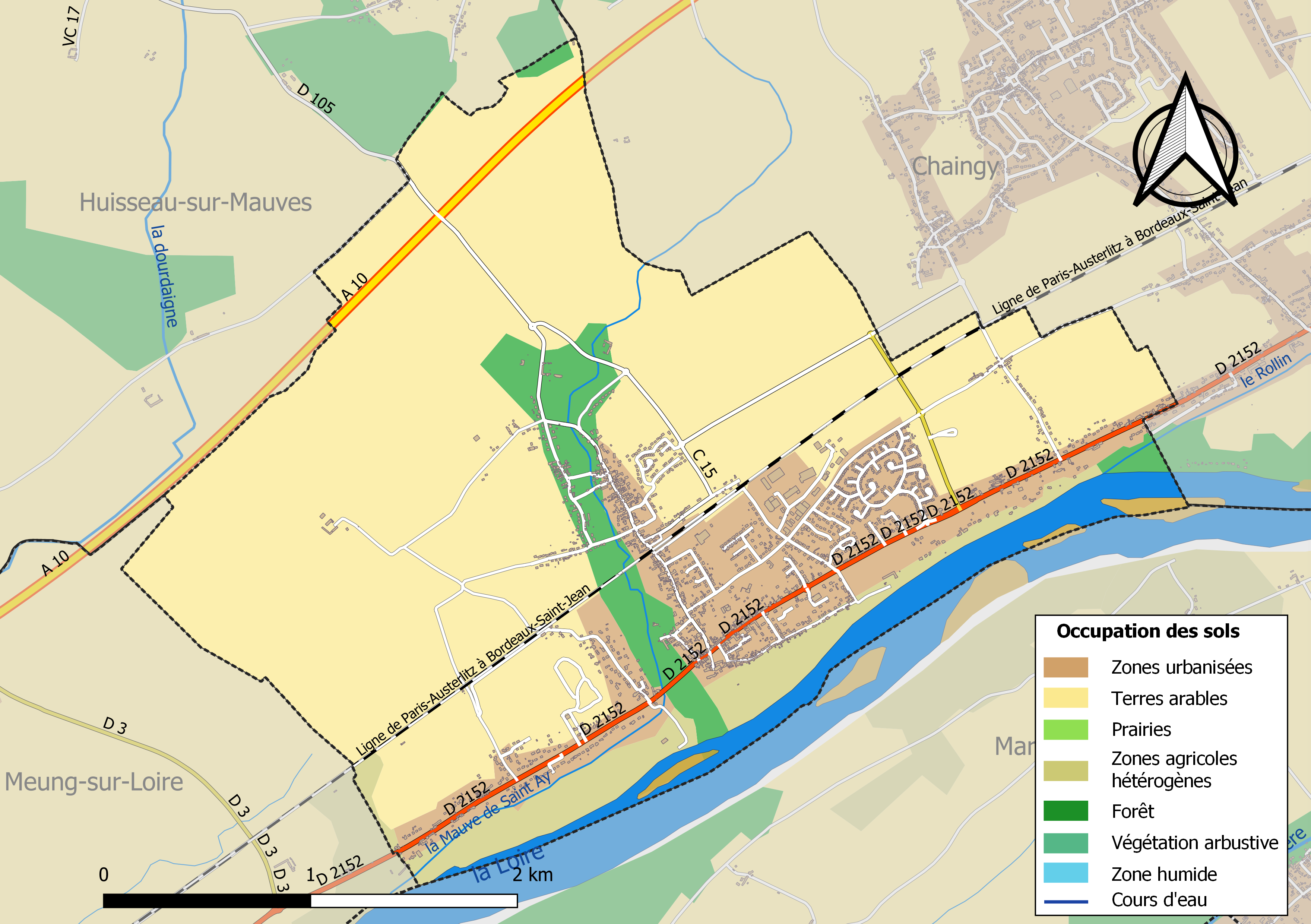
Kaart van de gemeente met de belangrijkste infrastructuur, bodemgebruik en omliggende gemeenten

## Demografie
Onderstaande figuur toont het verloop van het inwonertal (bron: INSEE-tellingen).